# Gorenja Kanomlja
Gorenja Kanomlja – wieś w Słowenii, w gminie Idrija. W 2018 roku liczyła 134 mieszkańców.